# De Pret Roose de Calesberg

Wapenschild van de familie

De Pret Roose de Calesberg is een Zuid-Nederlandse en Belgische adellijke familie.

## Geschiedenis
De familie De Pret was in de 17e en 18e eeuw vermogend geworden als zilversmeden, diamantairs en handelaars in exotische goederen.
In 1712 werd de edele Philippe de Pret, door keizer Karel VI tot ridder geslagen.
In 1745 werd adelsverheffing verleend door keizerin Maria Theresia aan de broers Jacques en Arnould de Pret, heer van Calesberg.

## Jacques de Pret Roose de Calesberg
Jacques Paul Joseph de Pret (Antwerpen, 8 augustus 1762 - Schoten, 8 juni 1817) was onder het ancien régime heer van Calesberg en grootaalmoezenier van Antwerpen. Hij was een zoon van Arnould (hierboven) en Maria-Petronilla Moretus. In 1816, ten tijde van het Verenigd Koninkrijk der Nederlanden, werd Jacques erkend in de erfelijke adel onder de naam De Pret Roose de Calesberg en benoemd in de Ridderschap van de provincie Antwerpen.
Hij trouwde in 1789 met Jeanne de Roose de Baisy (1770-1832). Ze kregen zeven kinderen. Tijdens de revolutiejaren emigreerde het gezin naar Bremen. Hij is de stamvader van alle adellijke de Prets die sindsdien geboren werden. Twee dochters trouwden respectievelijk met een van der Gracht en een de Limburg Stirum. Twee zoons zorgden voor nageslacht de Pret:
- Ferdinand de Pret Roose de Calesberg (1795-1847), erfde in 1841 de titel baron van zijn oom Philippe de Pret de ter Veken, trouwde in 1815 in Antwerpen met Caroline Moretus (1795-1874). Ze kregen een zoon en drie dochters.
  - Louis de Pret Roose de Calesberg (1816-1878), bleef vrijgezel.
  - Pauline de Pret Roose de Calesberg (1816-1864), trouwde in 1837 in Brasschaat met Félix Cornet de Ways-Ruart (1814-1871), kamerheer van de koning van Beieren. Ze kregen een zoon en een dochter, met afstammelingen tot heden.
  - Antonine de Pret Roose de Calesberg (1821-1890), trouwde in 1843 in Brasschaat met baron Émile du Bois de Nevele (1820-1877), zoon van baron Ferdinand Philippe du Bois de Nevele, burgemeester van Edegem, provincieraadslid van Antwerpen en senator, en broer van graaf Adolphe du Bois d'Aische, burgemeester van Edegem en volksvertegenwoordiger. Ze kregen vier zoons en vier dochters, met afstammelingen tot heden.
  - Gabrielle de Pret Roose de Calesberg (1824-1903), trouwde in 1845 in Brasschaat met graaf Alfred de Baillet (1823-1889), commissaris van de Société générale de Belgique en bestuurder van de Nationale Bank van België, zoon van graaf Ferdinand de Baillet, gouverneur van West-Vlaanderen. Ze kregen een zoon en een dochter, onder wie graaf Ferdinand de Baillet Latour, met afstammelingen tot heden.
- Albertine de Pret Roose de Calesberg (1800-1856), trouwde in 1822 in Antwerpen met Willem Bernard de Limburg Stirum (1795-1889). Ze kregen drie zoons, onder wie graaf Thierry de Limburg Stirum, historicus en senator, en graaf Philippe de Limburg Stirum, senator, met afstammelingen tot heden.
- Joseph de Pret Roose de Calesberg (1802-1891), trouwde in 1826 in Antwerpen met Eulalie Thuret (1807-1869). Ze kregen vier zoons en vier dochters.
  - Oswald de Pret Roose de Calesberg (1827-1888) trouwde in 1861 in Luik met Léonie de Donnea (1842-1918). Ze kregen twee zoons en een dochter, met afstammelingen tot heden.
  - Odile de Pret Roose de Calesberg (1830-1907), trouwde in 1854 in Schoten met Albert van der Stegen de Schrieck (1819-1884), artilleriekapitein. Ze kregen een zoon en drie dochters.
  - Xavier de Pret Roose de Calesberg (1834-1884), trouwde in 1860 in Antwerpen met Emma de Terwangne (1834-1911). Ze kregen een zoon, met afstammelingen tot heden. Deze familietak doofde in 1978 uit.
  - Gaston de Pret Roose de Calesberg (1839-1918), burgemeester van Schoten en senator, verkreeg in 1890 de titel graaf, overdraagbaar bij eerstgeboorte, trouwde in 1862 in Antwerpen met Marie-Pauline Moretus (1841-1863), kleindochter van baron Ferdinand du Bois. Ze kregen een dochter, maar zonder nakomelingen. Hij hertrouwde in 1865 in Antwerpen met Claire Geelhand (1844-1915). Ze kregen drie zoons en een dochter, met afstammelingen tot heden.
    - Anatole de Pret Roose de Calesberg (1866-1919), erfde de grafelijke titel van zijn vader, trouwde in 1890 in Parijs met Guillemette Fournier de Pellan (1869-1890). Het huwelijk bleef kinderloos. Hij hertrouwde in 1892 in Antwerpen met Hélène de Caters (1871-1962), achterkleindochter van Petrus Jozef de Caters. Ze kregen twee zoons. Deze familietak doofde in 1992 uit.
    - Jacqueline de Pret Roose de Calesberg (1867-1900), trouwde in 1888 in Antwerpen met baron Thierry Snoy et d'Oppuers (1862-1930), burgemeester van Ophain-Bois-Seigneur-Isaac en senator, zoon van Idesbalde Snoy et d'Oppuers, provincieraadslid van Brabant, en kleinzoon van baron Idesbalde Snoy d'Oppuers en baron Auguste Goethals. Ze kregen drie dochters, met afstammelingen tot heden.
    - Joseph de Pret Roose de Calesberg (1876-1962), verkreeg in 1919 de titel graaf, overdraagbaar bij eerstgeboorte, trouwde in 1901 in Brussel met gravin Geneviève de Spoelberch (1877-1951), dochter van burggraaf Adolphe de Spoelberch, brouwer en provincieraadslid van Brabant. Ze kregen twee zoons en twee dochters.
      - Claudine de Pret Roose de Calesberg (1901-1981), trouwde in 1923 in Brussel met baron Léopold Buffin de Chosal (1895-1947), kapitein-commandant van de cavalerie en Olympisch moderne vijfkamper, zoon van burggraaf Victor Buffin de Chosal, luitenant-generaal en voorzitter van de Muziekkapel Koningin Elisabeth, en kleinzoon van baron Léopold Buffin en Léon Barbanson. Het huwelijk bleef kinderloos.
      - Philippe de Pret Roose de Calesberg (1908-1983), Olympisch bobsleeër, trouwde in 1941 in Brussel met gravin Marie-José de Liedekerke de Pailhe (1908-1992). Ze kregen een zoon, graaf Arnoud de Pret Roose de Calesberg, en een dochter, met afstammelingen tot heden.
      - Michel de Pret Roose de Calesberg (1910-1998), trouwde in 1936 in Schoten met Élisabeth (Betty) Bracht (1917-2010), zus van baron Charles-Victor Bracht, industrieel. Ze kregen twee zoons en twee dochters, met afstammelingen tot heden.

  - Arnold de Pret Roose de Calesberg (1842-1902), trouwde in 1866 in Antwerpen met Marie-Joséphine Cogels (1843-1893), dochter van John Cogels, schepen van Antwerpen en senator, en kleindochter van jhr. Albert Cogels en baron Jean Osy. Ze kregen vijf kinderen, met afstammelingen tot heden. Deze familietak doofde in 1917 uit.
  - Pharaïlde de Pret Roose de Calesberg (1850-1933), trouwde in 1879 in Schoten met Paul de Kerchove (1840-1877), provincieraadslid van Oost-Vlaanderen, zoon van jhr. Frédéric de Kerchove, gemeenteraadslid van Bellem en senator, en broer van Robert de Kerchove, abt van Keizersberg. Het huwelijk bleef kinderloos. Ze hertrouwde in 1881 in Antwerpen met zijn schoonbroer Edgard de Kerchove d'Ousselghem (1846-1926), burgemeester van Bellem en Landegem, provincieraadslid van Oost-Vlaanderen en senator. Ze kregen een zoon en twee dochters, met afstammelingen tot heden.

## Adellijke allianties
- De Roose de Baisy (1789), Moretus (1815, 1862), Van der Gracht (1816), De Limburg Stirum (1822), Thuret (1826), Cornet de Ways-Ruart (1837), Du Bois de Nevele (1843), De Baillet (1845), Van der Stegen de Schrieck (1854), De Terwangne (1860), De Donnea (1861), Geelhand (1865), Cogels (1866), De Kerchove (1870), De Kerchove d'Ousselghem (1881, 1901, 1913), De Pierpont (1886), Della Faille de Waerloos (1888), Snoy et d'Oppuers (1888), De Bousies (1889), Fournier de Pellan (1890), De Caters (1892), De Failly (1894), De Spoelberch (1901), De Vinck (1919), Buffin de Chosal (1923), Bracht (1936), De Liedekerke de Pailhe (1941)